# Richard Sennett
Richard Sennett (født 1. januar 1943 i Chicago) er en jødisk,amerikansk sociolog og forfatter. Han er søn af enlig mor, forfatteren Dorothy Sennett og gift med sociologen Saskia Sassen. Sennett er efterkommer af jødiske indvandrere fra Litauen, hans mor er dog opvokset i Minnesota, USA.
Sennett er professor ved London School of Economics og ved New York University.
Sennett er kendt for sine studier af de urbane vilkår i den moderne vestlige verden. Han modtog Hegelprisen i 2006.

### Fiktion
- The Frog Who Dared to Croak (1982)
- An Evening of Brahms (1984)
- Palais-Royal (1986)

### På dansk
- Øjets vidnesbyrd. Om storbyens kultur og rum, Samlerens Forlag (1996)
- Det fleksible menneske, Forlaget Hovedland (1999)
- Respekt i en verden af ulighed, Forlaget Hovedland (2003)
- Den ny kapitalismes kultur, Forlaget Hovedland (2007)
- Håndværkeren - arbejdets kulturhistorie - hånd og ånd, Forlaget Hovedland (2009)

## Eksterne referencer
- CV Arkiveret 8. september 2013 hos  Wayback Machine
- www.richardsennett.com Arkiveret 29. marts 2014 hos  Wayback Machine